# Reiner Olzscha
Reiner Olzscha (ur. 26 lipca 1912, zm. 1947) – niemiecki lekarz, pisarz, podróżnik, członek SS, kierownik Arbeitsgemeinschaft Turkestan i jednocześnie dowódca Wschodniotureckiego Związku Bojowego SS pod koniec II wojny światowej

## Życiorys
Od 1927 odbywał liczne podróże do krajów Europy, a także do Turcji, Persji i Afganistanu. Nauczył się kilku języków. W 1933 wstąpił do SS, uzyskując stopień SS-Hauptsturmführera. W 1937 ukończył studia na wydziale medycznym uniwersytetu w Berlinie. Następnie był pracownikiem naukowym w Instytucie Roberta Kocha. Specjalizował się w medycynie tropikalnej. W 1939 r. wyjechał do ZSRR jako członek komisji ds. repatriacji osób pochodzenia niemieckiego z Zachodniej Ukrainy do III Rzeszy. Następnie pracował w oddziale zagranicznym NSDAP, zajmując się kontaktami ze środowiskami lekarskimi ZSRR, Turcji, Persji i Afganistanu. W 1940 r. napisał książkę pt. "Die Epidemiologie und Epidemiographie der Cholera in Russland". Od października 1941 r. służył w Batalionie Sanitarnym Specjalnego Przeznaczenia SS, w którym analizował zdobyte dokumenty pod kątem kwestii medycznych. W 1942 opublikowano jego 2 kolejne książki pt. "Turkestan" i "Turkestan, die politisch-historischen und wirtschaftlichen Probleme Zentralasiens". Na pocz. 1943 r. skierowano go do RSHA, gdzie służył w 6 Oddziale, prowadzącym działalność wywiadowczą. Stanął na czele referatu wschodniego grupy 6-C. SS-Hauptsturmführer R. Olzscha zajmował się szkoleniem grup wywiadowczo-dywersyjnych, złożonych z byłych jeńców wojennych-czerwonoarmistów, które były przerzucane na tyły Armii Czerwonej. We wrześniu 1944 został kierownikiem Arbeitsgemeinschaft Turkestan. Jednocześnie od września do października tego roku formalnie dowodził Wschodniotureckim Związkiem Bojowym SS. Po zakończeniu wojny został aresztowany na obszarze Saksonii przez NKWD. Dalsze jego losy są nieznane.